# جيفري بروك
جيفري بروك (بالإنجليزية: Jeffrey Brock)‏ هو رياضياتي أمريكي، ولد في 14 يونيو 1970 في برونكسفيل في الولايات المتحدة.